# 単発特別番組枠
単発特別番組枠（たんぱつとくべつばんぐみわく）とは、テレビ・ラジオにおいて、ジャンルを固定せず、毎回違った内容の番組を放送する特別番組枠、俗称スペシャル枠（スペシャル番組枠）。
その名の通りレギュラーで編成される番組とは違って、複数回の放送であっても「単発的に」放送される枠であり、ジャンルは、娯楽番組（バラエティ・音楽）、大型ドラマ、映画、情報系番組（報道・ドキュメンタリー）、スポーツなど、多方面にわたっている。この枠で好評となった番組がレギュラー化されることがあったり、逆に既に内々に開始は決定しているものの、視聴者向けのお披露目を兼ねたトライアル版となることもある。
週末の日中帯はスポーツ中継が入りやすいこともあり、そのクッションを兼ねた場合もある。
現在日本で放送されている、又は過去に放送された具体的な単発特別番組は次の通りである。

## 現在レギュラー放送されているスペシャル枠（放送時間帯はレギュラー放送時）
2023年4月現在	

### キー局
※関東ローカルも含む。金曜日は現在のところなし
月曜日
- 月曜プレミア8（テレビ東京、20:00 - 21:54）
- 月バラナイト（2024年2月 - 、23:56 - 翌0:55、28局中5局ネット）

火曜日
- 月曜PLUS!（フジテレビ、0:25 - 0:55<月曜深夜>）
- 火曜エンタ（テレビ東京、18:25 - 19:54）

水曜日
- 火曜NEXT!（フジテレビ、0:55 - 1:25<火曜深夜>）
- 水バラ（テレビ東京、19:54 - 21:00）

木曜日
- モクバラナイト（TBSテレビ、23:56 - 翌0:55、28局中10局ネット）

土曜日
- スペシャルサタデー（テレビ朝日、13:30 - 15:25）
- Eテレフリーゾーン（NHK Eテレ、14:00 - 17:00）
- ザ・プレミアム（NHK BSプレミアム、土曜19:00 - 23:00 放送しない週もある）
- 土曜パラダイス（日本テレビ、15:00 - 16:55）
- 土曜ワイド（フジテレビ、14:30 - 15:30[注 1]）
- 土曜☆ブレイク（TBSテレビ、14:00 - 14:54）
- 土曜スペシャル（フジテレビ、15:30 - 17:30[注 2]）
- 土曜スペシャル（テレビ東京、18:30 - 19:54）
- 土曜プレミアム（フジテレビ、21:00 - 23:10）

日曜日
- スペシャルサンデー（テレビ朝日、11:00 - 11:45・16:30 - 17:25）[注 3]
- サンバリュ（日本テレビ、14:00 - 15:00）
- サンデープレゼント（テレビ朝日、13:55 - 15:20）[注 4]
- スパニチ!!（TBSテレビ、14:00 - 14:54）[注 5]
- Eテレフリーゾーン（NHK Eテレ、15:00 - 17:00）
- 日曜スペシャル（フジテレビ版）（フジテレビ、16:00 - 17:25[注 6]）
- 日曜ビッグバラエティ（テレビ東京、18:55 - 21:00[注 7]）
- BS1スペシャル（NHK BS1、月一回20:00 - 21:55）
- NHKスペシャル（NHK総合テレビ、21:00 - 21:50）

不定期
- ホリデー・ドキュメンタリー（NHK総合テレビ、祝日の18:10 - 18:45、NHKワールドTVでも日本時間翌日未明に時差放送）
- にっぽん紀行（NHK総合テレビ、お盆や改編期の平日19:30 - 20:45）
- FNSソフト工場（フジテレビ）
- スーパープレミアム（NHK BSプレミアム、土曜（月一放送）、ザ・プレミアムの拡大版）

### 地方ローカル枠
長野県
- SBCスペシャル（信越放送、水曜19:00 - 19:55）

静岡県
- 静岡発そこ知り（静岡放送、水曜19:00 - 19:56）

富山県
- BBTスペシャル（富山テレビ、金曜19:00 - 20:00）

近畿広域圏
- MBSウイークエンドスペシャル（毎日放送、土曜13:54 - 16:00）
- MBSサンデースペシャル（毎日放送、日曜12:54 - 17:00）

鹿児島県
- どーんと鹿児島（南日本放送、水曜20:00 - 20:54）

### ラジオ
- ラジオワールド(TBSラジオ、日曜日 19:00 - 20:00)
- SPECIAL BOX(ニッポン放送、ナイターオフの日曜日21:00 - 22:00)
様々なジャンルの特別番組、前後番組の拡大版、ナイターによる振り替え番組などを放送するが、『弘兼憲史 黄昏ヒットパレード』は不定期ながら放送枠が確保される。
2017年度まではナイター期間中にも放送されていたが、2018年度はナイター期間中の放送なし（それまで放送されていた各種特番は、ナイター開催予定のない平日または土曜日の『サウンドコレクション』を20時で打ち切った上で編成）。
- J-WAVE SELECTION (J-WAVE、日曜日22:00 - 23:00)
2012年4月に『J-WAVE PLUS』として開始。2013年1月に現行の番組名となる。
- J-WAVE HOLIDAY SPECIAL（祝日の日中）
- MBSラジオ マンデースペシャル(MBSラジオ、月曜20:00 - 21:00)

JFN系列局では毎週日曜日の19時台、もしくは20時台に特番枠を設けることが多く『SUNDAY SPECIAL』の名称を設けている局もある。
北海道
- FM SPECIAL WAVE（AIR-G'、日曜日19:00 - 20:00）
  - AIR-G'は日曜日の19:00 - 20:00に自社制作の1時間特別番組を放送している（北海道マラソン放送時、日曜日19:00 - 20:00枠は山下達郎のサンデー・ソングブックの裏送りネット枠になる）

千葉県
- BAYFM meets AKB48（ベイエフエム、2006年から毎年11月23日16:00 - 20:55）

大阪府
- BINTANG GARDEN(FM802、日曜日21:00 - 22:00)

## 過去に放送されていたスペシャル枠

### NHK総合テレビ
- NHK特集（1976年4月 - 1989年3月）
- 土曜単発枠（1995年4月 - 2006年3月・2011年4月 - 2013年3月）
- プレミアム10（2006年4月10日 - 2009年3月20日）
- 地域発!ぐるっと日本（2008年4月6日 - 2010年3月14日）

### 日本テレビ系列
- 加美乃素日曜劇場（1958年3月 - 1968年12月）
- サンデー・スペシャル（1969年1月 - 3月）
- 日曜ビッグバラエティ（1969年1月 - 12月）
- 木曜スペシャル（1973年4月 - 1994年3月）
- 火曜スペシャル（1971年4月 - 9月・1972年4月 - 9月・1972年11月 - 1973年9月）
- ビッグサタデー（1977年4月 - 1996年3月30日）
- 土曜スペシャル→土曜トップスペシャル→土曜スペシャル→土曜スーパースペシャル→スーパースペシャル'94 - スーパースペシャル2004→THEスペシャル!（1979年4月 - 1980年9月・1982年1月 - 1985年9月・1988年4月 - 1989年9月・1990年4月 - 9月・1994年4月 - 2004年9月）
- 水曜バラエティ（1987年4月 - 9月）
- 火曜デラックス（1995年 - 1997年のナイター期のみ）
- バリューナイトフィーバー→サタデーバリューフィーバー（2005年4月 - 2013年9月）
- 日曜スペシャル（2005年7月 - 9月）
- モクスペ（2007年4月 - 2009年3月）
- 金曜スーパープライム（2010年10月 - 2012年3月）
- 土曜特番（2013年11月 - 2019年3月）
- ネクストブレイク（2015年4月7日 - 2019年2月24日）
- サタデーネクスト（2019年 - 2020年）
- Y.A.P.P.Y.（読売テレビ）
- 土曜ロータリー（1972年4月 - 2021年3月27日）
- 金曜ロードSHOW![注 8]（2012年4月 - 2021年3月）
- ネクプラ（2021年4月 - 2022年9月）

### TBS系列
- 21世紀エジソン（2007年10月 - 2008年9月）
- 金曜テレビの星!→スーパーフライデー→金スペ!（1990年10月 - 2006年9月）
- 火曜特番（2002年、2003年、2004年、2008年、2011年）
- 水曜プレミア（2004年4月 - 2005年9月）
- 水曜特番（2005年3月9日 - 9月28日）
- 水曜スペシャル（2008年7月23日 - 9月10日）
- バラエティーニュース キミハ・ブレイク（2008年10月 - 2009年9月15日）
- 水曜エンタ!（毎日放送、2012年1月 - 3月）
- ビッグ・プレゼント'70（1970年4月 - 9月）
- サンデービッグプレゼント（1972年4月 - 1973年3月）
- 日曜ゴールデンシリーズ（1973年4月 - 9月）
- 日曜ワイドスペシャル（1974年4月 - 9月）
- サンデースペシャル（1975年4月 - 1976年7月、その後正式タイトル無しで1976年10月まで継続）
- 日曜☆特バン（1976年10月 - 1980年3月）
- ミスターサンデー（1980年4月 - 6月）
- 日曜特集（1981年4月 - 9月）
- 日立テレビシティ（1982年 - 1986年）
- 諸君!スペシャルだ（1984年4月 - 9月）
- 日曜ゴールデン特版（1984年10月 - 1985年3月）
- GOGOサンデー（1985年4月7日 - 9月29日、その後正式タイトル無しで1985年11月まで継続）
- ザ・スペシャル（1985年11月 - 1986年1月）
- THE・プレゼンター（1992年10月25日 - 1996年3月17日）
- 企画工場なりあがり（2005年4月5日 - 12月15日）
- ドニーチョ!（? - 2010年9月）
- スパモク!!（2010年4月15日 - 2012年9月27日）
- 水トク!（2006年10月 - 2008年7月・2012年10月 - 2019年9月）
- SBC特集（信越放送、? - 1992年9月）

### フジテレビ系列
- テレビグランドスペシャル（1967年11月 - 1968年3月・1970年4月 - 1972年9月。なお1967年版は日本初の単発特別番組枠）
- 木曜スペシャル（1970年2月 - 3月）
- 火曜ワイドスペシャル→火・曜・特・番!!→火曜ワイドスペシャル（1971年4月6日 - 9月28日・1972年4月4日 - 1997年9月23日・1999年10月 - 2001年3月27日）→カスペ!（2004年4月13日 - 2015年3月17日）
- 水曜スペシャル（2011年10月 - 12月）
- 金曜ファミリーアワー（1977年4月 - 1979年3月）
- 土曜グランドスペシャル（1978年4月 - 8月・1979年4月 - 8月。なお1978年版でニューヤンキースの試合を放送する時は、このタイトルは使わない）
- 金曜（木曜）ファミリーワイド（1982年10月7日 - 1985年9月26日）
- 木曜（金曜）おもしろバラエティ→金曜（木曜）ファミリーランド（1983年10月 - 1995年9月）
- 強力!木スペ120分（1997年10月 - 1998年9月）
- 金曜超テレビ宣言!（1996年1月 - 3月）
- 金曜メガTV（1996年10月 - 1997年3月）
- 金曜エンタテイメント（1993年4月9日 - 2006年9月29日）
- ニューカマーズ（2003年 - 2012年）
- 金曜プレステージ(フジテレビ、2006年10月6日 - 2014年9月26日)
- 赤と黒のゲキジョー(フジテレビ、2014年10月 - 2015年3月)
- 金曜プレミアム（2015年4月 - 2019年9月）
- 金キラ☆ナイト（2010年4月 - 2012年3月）
- 日曜ビッグウェーブ（1997年11月9日 - 1998年1月11日）
- 日曜ファミリア（2015年10月 - 2016年9月18日）
- ニチファミ!（2017年10月 - 2019年1月20日）
- 日曜THEリアル!（2019年10月 - 2020年9月）
- 日曜ワンダー!（2020年10月 - 2021年3月）
- 日バラ8（2021年4月 - 2022年3月）
- 土チャレ（2016年5月7日 - 2018年3月31日）
- 花王名人劇場（関西テレビ、1979年10月 - 1990年3月）
- 花王ファミリースペシャル（関西テレビ、1990年4月 - 1996年9月）
- サンデーイベントアワー（1978年4月 - 1995年9月）
- メディアの苗床（2001年10月 - 2008年3月）
- TV☆Lab（2001年 - ?、BSフジ）
- S-コンセプト（関西テレビ、2007年11月25日 - 2008年3月30日、月1回不定期）
- カキューン!!(関西テレビ、2010年4月13日 - 2012年3月29日)
- ヨルスパ!(関西テレビ、2012年4月22日 - 2013年11月24日)
- ヒルスパ!(関西テレビ、2012年5月12日 - 2013年10月27日)
- 水曜NEXT!（2020年10月 - 2022年9月、0:25 - 0:55<水曜深夜>）

### テレビ朝日系列
- ファミリースペシャル（1972年4月6日 - 9月21日）
- ビッグスペシャル（1973年10月 - 1974年9月）
- ビッグワイド60分（1974年10月 - 1975年9月）
- 水曜スペシャル→新･水曜スペシャル→水曜スーパーテレビ→水曜スーパーキャスト→水曜特バン!→スイスペ!（1976年4月 - 1987年9月・1989年4月 - 1995年9月・2002年7月17日 - 2004年9月29日）
- 土曜アンコールアワー（1978年4月1日 - 1979年3月17日）
- 土曜プライム（2016年4月2日 - 2017年4月8日）
- ザ・スーパーサンデー→ザ・ゴールデンタイム→サンデーパワーTV（1995年4月 - 1999年3月）
- サンデーデラックス（2007年7月15日 - 12月）
- 日曜ワイド→スペシャルサンデー（1991年4月 - 2015年3月）
- 日曜エンターテインメント（2013年4月 - 2017年3月）
- 月曜スペシャル90（1984年10月1日 - 1985年9月23日）
- 月バラ!（2006年4月 - 2007年3月）
- 火曜スーパーワイド（1988年4月 - 1990年3月）
- 金曜ファミリープレゼント（1992年10月 - 12月）
- ドスペ!（2004年10月 - 2007年3月）
- ドスペ2　（2004年10月 - 2011年4月）
- サタスペ!（2009年4月4日 - 9月26日）
- すくいず!（2007年4月18日 - 9月19日）
- キタイチ（2017年 - 2019年）
- 日曜プライム（2018年4月8日 - 2020年9月27日）
- ABCホリデーワイド（祝日不定期、ABC）
- 第2企画工場（2017年10月 - 2019年3月）
- 企画工場（2019年10月 - 2020年3月）
- ゲツナナ（瀬戸内海放送、2019年4月22日 - 2020年3月9日）
- アベマの時間（2019年 - 2020年）
- 火曜プライム （2022年）

### テレビ東京系列
- 土曜特番→土曜サマースペシャル（1978年1月 - 1979年9月）
- 土曜プレゼント→土曜ワイドプレゼント（1981年4月 - 1982年3月）
- 金曜スペシャル（1970年7月10日 - 1984年9月28日）
- 芸能大特番!!（1972年4月7日 - 1974年3月29日）
- スペシャル90→月曜特集（1990年4月 - 1995年3月）
- 月曜エンタぁテイメント（2004年10月18日 - 2006年3月6日）
- 火曜ゴールデンワイド（1983年4月 - 9月・1984年10月 - 1986年9月・1991年10月 - 1999年9月）
- 日曜ビッグスペシャル（1976年7月4日 - 2002年3月31日）
- 火曜エンタテイメント!（2009年4月7日 - 2010年9月28日）
- 水曜シアター9[注 9]（2009年4月8日 - 2010年9月29日）
- 月曜プレミア!（2010年10月 - 2012年3月）
- 水曜エンタ（2015年10月7日 - 2017年3月22日）

### ラジオ
- J-WAVE SPECIAL(J-WAVE、2010年4月3日 - 2012年1月27日)
- 文化放送サンデープレミアム
- 文化放送マンデープレミアム
- 文化放送ウェンズデープレミアム

### ウェブテレビ
- バラエティーステーションpresented by テレ朝（2018年 - 2019年）